# Kutuki
Kutuki – jaskinia krasowa w Grecji na zboczach pasma Imitos.
W Kutuki występuje rozległa obszerna komora oraz bogata szata naciekowa. Do wnętrza jaskini prowadzi sztuczne wejście na wysokości 510 m.
Odkrycie miało miejsce w 1926 r.